# ویلبر راس
ویلبِر لوییس راس جونیر (انگلیسی: Wilbur Louis Ross, Jr.؛ زادهٔ ۲۸ نوامبر ۱۹۳۷) سرمایه‌گذار، و بانکدار سابق آمریکایی است که در دورهٔ ریاست‌جمهوری دونالد ترامپ از فوریه ۲۰۱۷ تا ژانویه ۲۰۲۱ به عنوان ۳۹امین وزیر بازرگانی ایالات متحده آمریکا فعالیت کرده‌است. او به خاطر تغییر ساختاردادن شرکت‌های شکست خورده در صنایعی چون فولاد، زغال‌سنگ، مخابرات، سرمایه‌گذاری خارجی و نساجی شناخته می‌شود. او متخصص در تملک اهرمی و کسب‌وکارهای خسارت زده‌است. مجله فوربز در سال ۲۰۱۴ راس را با ثروت خالص ۲٫۹ میلیارد دلار در زمره یکی از میلیاردرهای جهان لحاظ کرد. اما اظهارنامه‌های مالی که راس برای کسب رای اعتماد به عنوان وزیر بازرگانی ارایه کرد نشان داد دارایی‌های او کمتر از ۷۰۰ میلیون دلار ارزش دارد و فوربز او را در نوامبر ۲۰۱۷ از فهرست میلیاردرها خارج کرد. به او غالباً «پادشاه ورشکستگی » گفته می‌شود چرا که سابقه ای از خریداری شرکت‌های ورشکسته مخصوصا در صنعت فولاد و تولید و فروش آن‌ها پس از بهبود عملکردشان و کسب سود بالا دارد.
راس برای سمت وزیر بازرگانی ایالات متحده آمریکا در دولت ترامپ معرفی شد و در ۲۷ فوریه با رای ۷۳–۲۷ سنا رای اعتماد گرفت.